# Eunice challengeriae
Eunice challengeriae är en ringmaskart som beskrevs av McIntosh 1885. Eunice challengeriae ingår i släktet Eunice och familjen Eunicidae. Inga underarter finns listade i Catalogue of Life.